# Lingala
Lingala (auch Ngála oder liNgála) ist eine afrikanische Verkehrs- und Handelssprache.
Sie wird hauptsächlich in den beiden Kongo-Staaten und Angola gesprochen, wo sie den Status einer Nationalsprache hat. Zudem breitet sie sich langsam in den Süden aus (Sprachgebiet des Kikongo einschließlich Nordwestangolas).

## Herkunft
Sprachlich gehört sie zu den Bantusprachen, die in Ost- und Zentralafrika sowie im südlichen Afrika gesprochen werden. Entstanden ist Lingala entlang des Kongo-Flusses in der Provinz Equateur. Vorerst war Lingala, ursprünglich Lobangi genannt, die Sprache der Ethnie der Bangala. Im Herzen der von diesen bewohnten Region Ngala, auf halbem Weg zwischen Léopoldville (heute Kinshasa) und Stanleyville (heute Kisangani), wurde der Hafen Nouvelle Anvers (Neu-Antwerpen) (seit 1966 Makanza) als eine der ersten Handelsstationen des Kongo-Freistaates errichtet. Die drei genannten Posten gehörten zu den ersten im unteren Kongobecken, welche ab 1899 katholische Missionsstationen wurden. Aus Lobangi, vermischt mit weiteren Bantusprachen, entstand im 19. Jahrhundert eine überregionale Verkehrs- und Handelssprache, wobei Égide de Bœck große Verdienste zukommen.
Aus dem Französischen und aus dem Kiswahili wurden vereinzelt Lehnwörter aufgenommen. Lingala gehört zu den Lusengo-Sprachen und ist sprachlich eng verwandt mit Bangala und Bobangi, wobei etwa ein Drittel des Wortschatzes lexikalische Ähnlichkeit mit letztgenannter Sprache aufweist, aus der es entstanden ist.

## Verbreitung

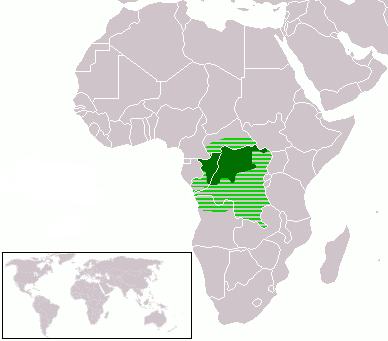
Verbreitung von Lingála (hellgrün) und muttersprachliches Gebiet (dunkelgrün)

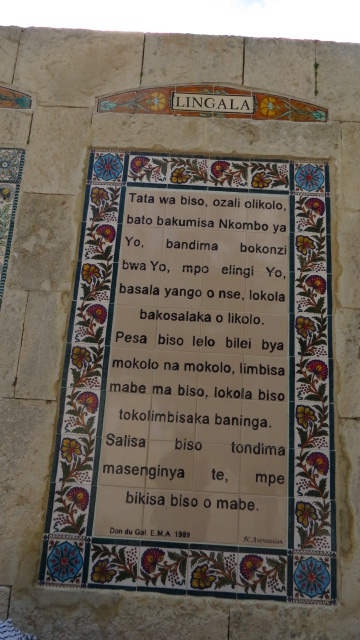
Das Vaterunser auf Lingala (2. von rechts) in der Paternosterkirche von Jerusalem

In Kongo-Kinshasa ist Lingala, trotz der großen Verbreitung, nicht Unterrichtssprache an den Schulen. Auf privater Basis werden jedoch sehr erfolgreiche Alphabetisierungskurse von lokalen Bevölkerungskomitees mit Unterstützung der UNESCO im Landesinneren durchgeführt. Es gibt Wörterbücher etwa ins Spanische, Französische oder Englische. Seit 1970 ist die Bibel vollständig auf Lingala übersetzt. Vom Neuen Testament und den Psalmen gibt es unterschiedliche Ausgaben. Adolphe Dzokanga vom Institut national des langues et civilisations orientales in Paris hat mehrere wichtige Werke über Lingala verfasst.
Lingala wird in großen Teilen der Demokratischen Republik Kongo und der Republik Kongo sowie in kleinerem Maße in der Zentralafrikanischen Republik von über zehn Millionen Menschen gesprochen. In den Medien, der Armee, der Polizei, offiziellen Ansprachen und der Musik findet es eine große Verbreitung, was auch zur großen Verbreitung seit der Entkolonialisierung beigetragen hat. Auch im Norden Angolas, besonders in der Provinz Uíge, beherrschen inzwischen viele Menschen neben dem in Nordangola ursprünglich gesprochenen Kikongo auch Lingala. Dies gilt besonders für Kikongo-Sprecher, die häufige Kontakte über die Grenze in den Kongo haben.
Es wird auch in Teilen Gabuns und Ugandas gesprochen.
In der DR Kongo hat es nach der Amtssprache Französisch und neben Kikongo, Kiswahili und Tshiluba den Stand einer Nationalsprache. In der Hauptstadt Kinshasa hat es die dort übliche Regionalsprache Kikongo schon seit längerem in der Anzahl Sprecher überholt.
| Land               | Erstsprache | alphabetisiert | Zweitsprache | alphabetisiert | Quelle    |
| Republik Kongo     | 300.000     | 10 % bis 30 %  |              | 25 % bis 75 %  | SIL, 1993 |
| DR Kongo           | 309.100     |                | 8.400.000    |                | WA, 1999  |
| Zentralafrik. Rep. |             |                |              |                |           |

Insgesamt sind es mehr als 10.000.000 Sprecher, demographisch bedingt stark zunehmend. 
Die folgende Tabelle zeigt Schätzungen von Sene Mongaba aus dem Jahr 2017, da seit Jahrzehnten keine systematischen staatlichen Erhebungen vorliegen. Sene Mongaba geht von einer Gesamtsprecherzahl von rund 70 Millionen aus.
| Land           | Erstsprache | Zweitsprache | Drittsprache |
| Republik Kongo | 1 Mio.      |              |              |
| DR Kongo       | 24 Mio.     |              |              |
| insgesamt      | 25 Mio      | 30 Mio       | 25 Mio       |

## Klassifikation
Niger-Kongo, Atlantik-Kongo, Volta-Congo, Benué-Kongo, Bantoid, Südliche Bantusprachen, Narrow Bantu, Nordwest, C, Bangi-Ntomba (C 40), Lusengo.
Lingala, Sprachcode LIN, ist eine der acht Lusengo-Sprachen.

### Lehrbücher
- Rogerio Goma Mpasi: Lingala für Kongo und Republik Kongo Wort für Wort. Reise Know-How Verlag, Bielefeld 1992.
- Rogerio Goma Mpasi: Aussprache-Trainer Lingala für Kongo-Reisende und Zaire-Reisende. 1 Audio-CD. Reise Know-How Verlag Rump, Bielefeld 2005.
- Edouard Etsio: Parlons lingala Toloba lingala – Edition bilingue. Méthode de langue. L’Harmattan, Paris.[4]

### Wörterbücher
- Malcolm Guthrie: Lingala Grammar and Dictionary: English-Lingala, Lingala-English. Baptist Missionary Society 1988.
- Budibunene Ngandu: Glossary Of Business Terms: English-lingala, Lingala-english. Aglob Pub 2004, ISBN 1-59427-034-1.
- Ashem Tem Kawata: Dictionnaire Français-Lingala et Lingala-Français. Dictionnaire et encyclopédie. Karthala.
- Adolphe Dzokanga: Dictionnaire sémantique illustré français-lingala. Dictionnaire et encyclopédie. 2 Bd. Bisomoko.
- René Van Everbroeck: Maloba Ma Lokota, Lingala-français / français-lingala.Éditions L’Epiphanie, Limete (Kinshasa) 1985.

## Rechtschreibung
Die Orthographie der Sprache Lingala folgt der Standardisation et uniformisation de l’orthographe.